# Lizard Squad
Lizard Squad, en español Escuadrón Lagarto, es un grupo de unos 25 hackers que captó la atención internacionalmente por una serie de ataques a distintas grandes empresas como Sony, Microsoft y a regímenes como Corea del Norte.
Considerados black fedora crackers (crackeadores de sombrero negro). Sus acciones se basan casi siempre en “Ataques de Negación de servicio distribuido” DDoS sobrecargando los servidores, y a su vez, impidiendo acceder.

## Acciones
El 18 de agosto de 2014, los servidores del juego League of Legends se han dejado fuera de línea con múltiples ataques DDoS; esto fue considerado como el primer ataque del grupo.
El 24 de agosto de 2014 Lizard Squad atacó los servicios de PlayStation Network, servidores de League of Legends NA (Norteamérica) y Twitch.
Todo comenzó con un ataque en los servidores de Blizzard, que albergan juegos como Diablo III, Hearthstone, World of Warcraft y otros, continuando con los servidores de League of Legends.
En el caso de LoL al iniciar sesión nos ponía en una cola de más de 20.000 usuarios y en el caso de Twitch fue una caída a nivel mundial.
Estos ataques fueron comunicados por Lizard Squad en su cuenta de Twitter.
"Sony, yet another large company, but they aren’t spending the waves of cash they obtain on their customers’ PSN service. End the greed.
— Lizard Squad (@LizardSquad) 24 de agosto de 2014"
"Going for the double kill, LoL NA and Twitch #offline
— Lizard Squad (@LizardSquad) 27 de agosto de 2014"
Para levantar el ataque de Twitch el grupo de hackers pidió 4 fotos de usuarios con las palabras “Lizard Squad” pintada en la frente, al conseguirlo, Lizard Squad contestaron con el siguiente tuit:
"THE GODS ARE HAPPY. THEY HAVE RELEASED THEIR BOUNDS FROM THE TWITCH SITE.
— Lizard Squad (@LizardSquad) 27 de agosto de 2014"
El 20 de septiembre de 2014 Lizard Squad ataca los servidores de Bungie, la compañía detrás de Destiny, confirmándolo en su cuenta de Twitter.
"Our first test: Parts of Destiny #offline
— Lizard Squad (@LizardSquad) 20 de septiembre de 2014"
A comienzos de diciembre de 2014, después de haber atacado a PlayStation Network y Xbox Live, el grupo de hackers amenazó a Microsoft con cerrar su plataforma en línea para las consolas Xbox el mismo día de Navidad. Aún estando sobre aviso, Lizard Squad volvió a tumbar los servidores de Xbox Live y el de PlayStation Network.
Para finalizar el ataque, Kim Dotcom, creador de Megaupload y Mega, ofreció cuentas de por vida a los hackers para así poder jugar Destiny en Xbox Live.
Estos ataques vinieron precedidos de un robo de gran cantidad de información de los servidores de Sony Pictures Entertainment, en represalia por el film The Interview, una parodia que narra cómo dos periodistas tratan de asesinar a Kim Jong-un. Sony Pictures anunció que estos ataques fueron generados por un grupo de crackers llamados Guardians of Peace #GOP.

## Ataques mayores

### Ataques de diciembre de 2014
El 2 de diciembre de 2014 el grupo ataca Machinima.com retocando la página principal, que quedó cubierta en caracteres que hicieron la silueta de la imagen de Lizard Squad en Twitter. Los registros de WHOIS mostraban como persona registrada al dominio Machinima Inc, pero los contactos de administración y tecnología habían sido cambiados mostrando una dirección de correo a un sitio ruso perteneciente al grupo.
"Machinima goons challenge was accepted. www.machinima.com now under new management. Thanks. Now, do something.
-Lizard Squad (@LizardSquad )2 de diciembre de 2014"
El 22 de diciembre el régimen norcoreano vivió un apagón de Internet, que se lo atribuyó el grupo. A través de un ataque DDoS el país quedó desconectado unas 30 horas a nivel nacional.

### Ataque a Tor
El 26 de diciembre de 2014, se intentó un ataque de Sybil que involucró a más de 3000 repetidores contra la red Tor. Comenzaron a aparecer nodos con nombres que comenzaban con "LizardNSA", Lizard Squad se atribuyó la responsabilidad de este ataque.
La relevancia del ataque fue cuestionada. Según el operador del nodo de retransmisión de Tor, Thomas White, el sistema de consenso hizo que Lizard Squad solo lograra controlar "0.2743% de la red, equivalente a un pequeño VPS".

### Ataque al sitio web de Malaysia Airlines
El 26 de enero de 2015, el sitio web de Malaysia Airlines fue atacado, aparentemente por Lizard Squad, autodenominándose "califato cibernético". Los usuarios fueron redirigidos a otra página con una imagen de un lagarto vestido con esmoquin y que decía "Hackeado por Cyber Caliphate". Debajo de esto había un texto que decía "siga al califato cibernético en Twitter", después de lo cual estaban las cuentas de Twitter del propietario de UMG, "@UMGRobert" y director ejecutivo de UMG, "@UMG_Chris". La página también tenía el titular "404 - Avión no encontrado", una aparente referencia a la pérdida de la aeronave MH 70 el año anterior. Malaysia Airlines aseguró a los clientes que los datos de los clientes no se habían visto comprometidos.
Los informes de los medios de todo el mundo dijeron que las versiones de la toma de control en algunas regiones incluían la frase "ISIS prevalecerá", que enumeraba las preocupaciones sobre la asociación de Lizard Squad con el Estado Islámico.

### Ataque DDoS a Daybreak Game
No fue hasta el 9 de julio de 2015, los servidores de juegos operados por Daybreak Game Company, incluidos los de H1Z1 y PlanetSide 2, fueron interrumpidos por un ataque DDoS del que Lizard Squad se atribuyó la responsabilidad.
El ataque se realizó en represalia por las amenazas legales que John Smedley, el director ejecutivo de la compañía, había hecho luego de ser atacado por el grupo de piratería.

## Afirmaciones Falsas

### Amenazas de bomba
El 24 de agosto de 2014, Lizard Squad afirmó que un avión en el que volaba el presidente de Sony Online Entertainment, John Smedley (American Airlines Vuelo 362) , tenía explosivos a bordo. El vuelo de Dallas a San Diego hizo un aterrizaje no programado en Phoenix, Arizona. Sony Online Entertainment anunció que el FBI estaba investigando el incidente.

### Ataques a Facebook, Instagram y Tinder
El 26 de enero de 2015, varios servicios de redes sociales, incluidos Facebook e Instagram, no estaban disponibles para los usuarios. Tinder y HipChat también se vieron afectados. Lizard Squad se atribuyó la responsabilidad de los ataques a través de una publicación en una cuenta de Twitter utilizada anteriormente por el grupo.

La interrupción, que originalmente se especuló como un ataque de denegación de servicio distribuido, duró poco menos de una hora antes de que se restablecieran los servicios. Más tarde, Facebook emitió un comunicado diciendo que sus propios ingenieros tenían la culpa y que la interrupción de sus servicios no fue el resultado de un ataque de terceros, sino que ocurrió después de que introdujeron un cambio que afectó sus sistemas de configuración.

### Fotos explícitas de celebridades
El 27 de enero de 2015, Lizard Squad afirmó haber comprometido las cuentas de Twitter e Instagram de Taylor Swift. Una vez que afirmaron tener acceso, amenazaron con publicar fotos de desnudos a cambio de bitcoins. Taylor Swift, sin embargo, respondió que "no había fotos de desnudos" y les dijo a los delincuentes que "se divirtieran" encontrando alguna.

### Teoría de la conspiración
El 4 de enero de 2021, el abogado estadounidense y teórico de la conspiración Lucian "Lin" Wood tuiteó afirmaciones infundadas de que un grupo de piratas informáticos llamado "el escuadrón lagarto" tiene evidencia de una red sexual global que involucra a varios estadounidenses de alto perfil, similar a la desacreditada teoría Qanon
No parece haber ninguna relación entre el "escuadrón lagarto" mencionado por Wood y el grupo de |piratería de sombrero negro Lizard Squad, y Vinnie Omari, miembro del Lizard Squad, niega cualquier afirmación de que su grupo pueda tener información sobre una organización mundial de tráfico sexual.

## Miembros conocidos

### Floyd Fictoor
Floyd Fictoor (antichrist) era el líder Lizard Squad. es copropietario de Doxbin Onion en la red Tor.
Proviene de los Países Bajos y vive cerca de Ámsterdam.

### Vinnie Omari
Vinnie Omari es un miembro de Lizard Squad que fue arrestado y bajo fianza bajo los presuntos delitos de "Participar/participar en la adquisición/retención/uso o control de propiedad criminal, Fraude por representación falsa - Ley de Fraude de 2006, Conspirar para robarle a otro, acceso no autorizado a computadoras con la intención de cometer otros delitos". Fue utilizado como rostro público en televisión y como portavoz de las noticias para representar a LizardSquad.

### Julius Kivimäki
Julius Kivimäki (zeekill) es un miembro finlandés de Lizard Squad condenado en julio de 2015 por más de 50.000 cargos de delitos informáticos. En 2022, también fue sospechoso de la violación de datos de Vastaamo, después de haber pirateado alrededor de 50.000 registros médicos de pacientes de psicoterapia y exigido rescates por no publicarlos.

### Zachary Buchta
Zachary Buchta (fbiarelosers) de Maryland, de 19 años, ha sido acusado de delitos informáticos asociados con una serie de ataques distribuidos de denegación de servicio (DDoS), tarjetas de crédito robadas y venta de servicios DDoS por contrato. Fue uno de los miembros detrás de LizardSquad y también del Co-Group "PoodleCorp" que lanzó ataques distribuidos de denegación de servicio (DDoS) contra múltiples redes, YouTubers y servicios de juegos. Buchta se escondía detrás del alias de Twitter @fbiarelosers, @xotehpoodle y los alias en línea "pein" y "lizard".

### Bradley Jan Willem van Rooy
Bradley Jan Willem van Rooy (UchihaLS), de 19 años, de los Países Bajos, ha sido acusado de delitos informáticos asociados con una serie de ataques distribuidos de denegación de servicio (DDoS), tarjetas de crédito robadas y venta de servicios DDoS por contrato. . Fue uno de los miembros detrás de LizardSquad, el principal responsable de lanzar los ataques DDoS anunciados por el grupo. También fue uno de los dos administradores detrás de la cuenta de Twitter @LizardLands, que es la principal cuenta de Twitter de LizardSquad desde enero de 2015. Normalmente se escondía detrás de su alias de Twitter @UchihaLS (que significa Uchiha LizardSquad) y los alias en línea "UchihaLS". , "Uchiha" y "Dragón".